# Estación de Lemoa
Lemoa es una estación de ferrocarril en superficie perteneciente a las líneas 1 y 4 de Euskotren Trena. Se ubica en el barrio Estaziñoa del municipio vizcaíno de Lemona, frente a la empresa Cementos Lemona. La estación actual fue inaugurada en 2008 y su tarifa corresponde a la zona 3 del Consorcio de Transportes de Bizkaia.
La estación cuenta con un vestíbulo a cota de calle y dos andenes cubiertos, uno central y otro lateral. La comunicación entre los andenes se hace a través del vestíbulo.

## Estación nueva
El 17 de diciembre de 2004 comenzaron las obras para eliminar el paso a nivel de la N-240 a su paso por el barrio de Arraibi y para construir la nueva estación de Lemoa. A finales de 2006 fue eliminado el paso a nivel, soterrando la vía del tren.
En 2008 fue inaugurada la nueva estación, con una cubierta en forma de onda que engloba a los andenes y a un pequeño edificio que alberga el vestíbulo. El edificio cuenta con máquinas validadoras, cafetería y aseos. El cambio de andenes se hace por una pasarela cubierta sobre las vías que cuenta con escaleras y ascensores, lo que garantiza la accesibilidad de la estación.

## Accesos
- Barrio Estaziñoa, 9
- Interior de la estación

## Conexiones
Por la estación pasan las siguientes líneas de Bizkaibus:
- A3911 Bilbao - Hospital de Galdakao - Lemoa - Durango - Elorrio
- A3912 Bilbao - Hospital de Galdakao - Lemoa - Durango - Ermua - Eibar
- A3917 Ceánuri - Lemoa - Hospital de Galdakao - Bilbao
- A3925 Ubide - Otxandio - Lemoa - Bilbao
- A3927 Ceánuri - Lemoa - Bilbao (por autopista)

## Galería de fotos

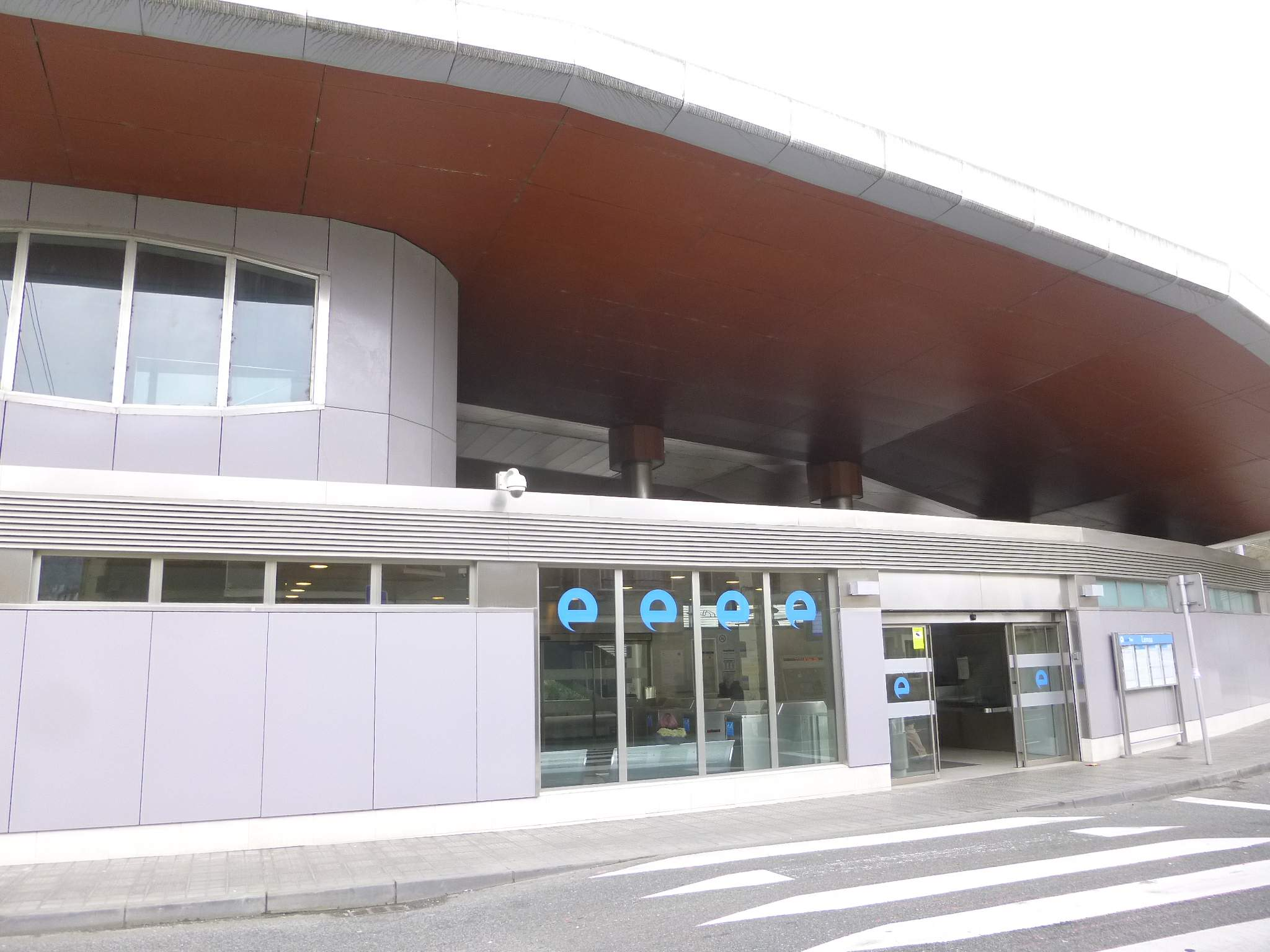
Exterior
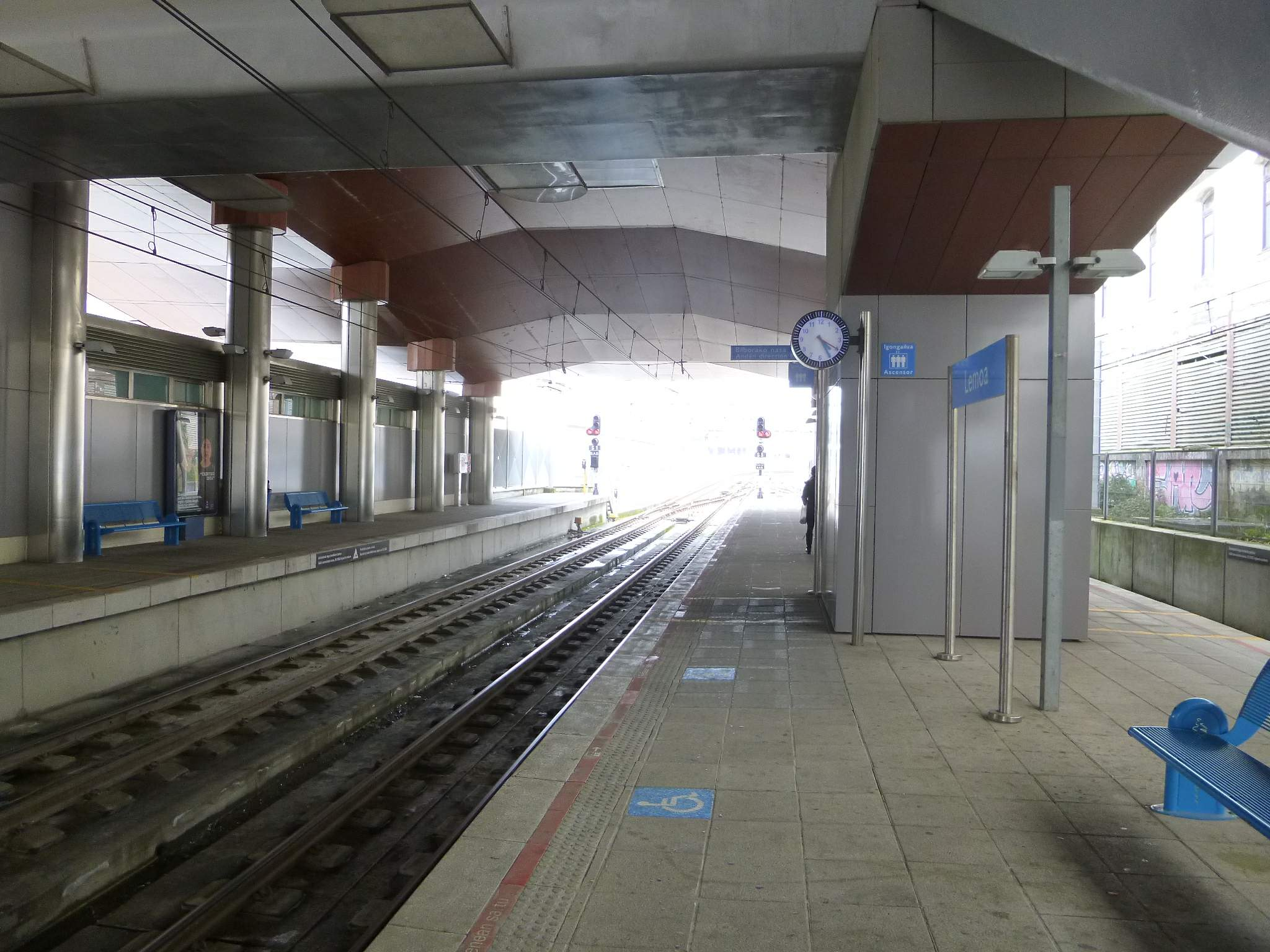
Andenes